# František Müller (kněz)
František Müller (8. srpna 1910 Šubířov – 1. října 1985 Zlín) byl moravský katolický kněz a spisovatel.

## Život
Ordinován byl 5. července 1935 v Olomouci. Působil v duchovní správě jako kooperátor jeden rok v Újezdě u Valašských Klobouk a tři a půl roku v Hradisku u Kroměříže. Poté působil v Krásensku (okr. Vyškov) tři měsíce jako administrátor a čtyři roky jako farář. Po vystěhování obce a zrušení tamního farního úřadu byl dva měsíce administrátorem v Topolanech u Vyškova.[zdroj?]
Od 1. července 1944 do 31. srpna 1945 vedl duchovní správu jako administrátor v Provodově. Od 1. září 1945 působil jako farář v Provodově – Malenisku (k farnosti patří též obce Březůvky a Pradlisko) až do 30. června 1984, kdy odešel na odpočinek. Zemřel již následujícího roku a je pochován na provodovském hřbitově v kněžské hrobce.[zdroj?]

## Dílo
- Krásensko : Dějiny moravské vesničky, vandalsky zpustošené německou okupací. Provodov, 1946, 203 s.
- Mariánské poutní místo v Provodově. Brno, 1947, 141 s.
- Báje a pověsti z kraje pod Starým Světlovem, díl 1. Bojkovice : Vlastivědné muzeum, 1968, 62 s.
- Báje a pověsti z kraje pod Starým Světlovem, díl 2. Bojkovice : Vlastivědné muzeum, 1968, 58 s.
- Báje a pověsti z kraje mezi Starým Světlovem a Novým Světlovem. Bojkovice : Vlastivědné muzeum, 1969
- Báje a pověsti z Vizovských hor. Bojkovice : Vlastivědné muzeum, 1969
- Boj za práva poddaných v horách Vizovických (Vizovice, Kudlov, Zlínsko). 1969
- Špásovné z kraja pod Komoncem. 1973
- Provodov v minulosti. 1975
- Místní a pomístní jména Drahanské vrchoviny v dějinách a pověstech, 1.část, Konicko a Bouzovsko. Provodov, 1976, 167 s.
- Místní a pomístní jména Drahanské vrchoviny v dějinách a pověstech, 2.část, Plumlovsko, Drahansko a Vyškovsko. Provodov, 1976
- Humoresky ze života cigánů a pytláků na Luhačovicku a Bojkovicku. Bojkovice : Zámek Nový Světlov, 1979